# Белгика
Бе́лгика (лат. Gallia Belgica) — римская провинция, образованная в 16 году до н. э. в области расселения кельтского племени белгов и расположенная в северо-восточной части Римской Галлии, на территории современной Франции, Бельгии, Люксембурга, а также части Нидерландов и Германии.

## История
После переписи населения в 27 году до н. э., Август приказал реструктурировать провинции в Галлии. Поэтому в 22 году до н.э. Марк Агриппа разделил Галлию (или Косматую Галлию) на три региона (Галлия Аквитания, Галлия Лугдуненсис и Галлия Белгика). При формировании границ провинции Агриппа полагался на различия в языке, расе и организации сообществ — Gallia Belgica должна была быть смесью кельтских и германских народов. По словам географа Страбона, столицей этой территории был Реймс, хотя позже столица был перенесена в современный Трир. Дата переезда неизвестна.
Однако современные историки рассматривают термин «Галлия» и его подразделения как «продукт ошибочной этнографии» и рассматривают разделение Косматой Галлии на три провинции как попытку создать более эффективное правительство, а не как культурное разделение. Сменявшие друг друга римские императоры находили баланс между романизацией народа Белгики и сохранением существовавшей ранее культуры.
Римляне разделили провинцию на четыре «цивитата» (лат. civitates, цивит с латинского город), что в целом соответствовало границам древних племён. Столицы этих округов включали современный Кассель (заменённый на Турне, как цивитат менапиев), Баве (заменённый на Камбре, как цивитат нервиев), Теруан, Аррас, Сен-Кантен, Суасон, Реймс, Бове, Амьен, Тонгерен, Трир, Туль и Мец. Эти цивитаты, в свою очередь, были разделены на более мелкие единицы, паги (лат. pagi, паги с латинского деревня), термин, который стал французским словом «платит».
Римское правительство находилось в ведении Совета (лат. concilia) в Реймсе или Трире. Кроме того, местные знатные люди из Белгики должны были участвовать в фестивале в Лугдунуме (современный Лион), на котором обычно прославляли гений императора или поклонялись ему. Постепенное принятие романизированных имён местными элитами и романизация законов под управлением местных властей демонстрируют эффективность этого concilium Galliarum. С учётом сказанного, концепция и сообщество Gallia Belgica не предшествовали римской провинции, а развились из неё.
В I веке (ориентировочная дата - 90 год) провинции Галлии были реорганизованы императором Домицианом, который отделил милитаризованные зоны Рейна от гражданского населения региона. Северо-восточная часть Белгики была отделена и переименована в Нижнюю Германию. Новая провинция включала восточную часть современной Бельгии, самую южную часть современных Нидерландов и часть современной Германии. Восточная часть была разделена на Верхнюю Германию (части западной Германии и восточной Франции), а южная граница Белгики была продлена на юг. В новый состав Белгики вошли города Камаракум (Камбре), Неметакум (Аррас), Самаробрива (Амьен), Дурокорторум (Реймс), Дивидорум (Мец) и Августа Треверорум (Трир).
В 173 году губернатору Дидию Юлиану пришлось отразить серьезное вторжение хавков, германского племени, жившего вдоль берегов Ваттового моря на соответственно северном и северо-западном побережье современных Нидерландов и Германии. Нападение произошло в водосборе реки Шельда (современные Фландрия и Эно). Археологи обнаружили доказательства того, что большие фермы возле Турне и деревни Велзеке (недалеко от Гента) пришлось оставить. Кроме того, столицы в районах бывших племён атребатов, моринов и нервиев были либо сожжены (Неметакум (Аррас)), либо должны были быть восстановлены в последней четверти II века (Колония Моринорум (Теруан) и Багакум Нервиорум (Баве)).
При императоре Диоклетиане (284—305) разделена на две провинции: Белгика I и Белгика II. В V веке завоёвана франками. После завоевания Белгики франками она была заселена этими германскими племенами, а отчасти также фризами и саксами, которые в значительной степени германизировали прежнее белго-римское население Северной Белгики (впоследствии ставшее составной частью фламандской народности); германизация белго-римского населения Южной Белгики была незначительной (здесь сложилась впоследствии валлонская народность).